# Vilis Krištopans
Vilis Krištopans (ur. 13 czerwca 1954 w obwodzie omskim) – łotewski polityk, działacz sportowy i przedsiębiorca, parlamentarzysta krajowy, minister skarbu (1993–1994), minister transportu (1995–1998), premier Łotwy w latach 1998–1999, poseł do Parlamentu Europejskiego X kadencji.

## Życiorys
Urodził się na Syberii, gdzie jego rodzice zostali pod koniec lat 40. deportowani przez sowietów w ramach represji komunistycznych. Rodzina przyjechała na Łotwę w 1959. Vilis Krištopans ukończył w 1980 studia z zakresu architektury w Ryskim Instytucie Politechnicznym. W latach 70. wyczynowo uprawiał koszykówkę. Później zawodowo związany z instytucjami sportowymi, zajmował się m.in. działalnością trenerską. W okresie przemian politycznych przeszedł do biznesu, pracował na kierowniczych stanowiskach m.in. w sektorze bankowym. Był też jednym z inicjatorów powołania i pierwszym prezesem łotewskiej ligi koszykówki.
Zaangażował się w działalność polityczną w ramach organizacji Klubs 21 oraz Łotewskiej Drogi. W 1993, 1995 i 1998 z jej ramienia wybierany na posła do Saeimy. W latach 1993–1994 był ministrem skarbu, a w latach 1995–1998 sprawował urząd ministra transportu. Od listopada 1998 do lipca 1999 pełnił funkcję premiera. W 2000 odszedł z parlamentu. Powrócił do niego w 2002 jako kandydat Łotewskiego Związku Rolników. W 2006 ponownie zajął się działalnością biznesową. W 2013 wybrany na prezesa krajowej federacji golfa. W 2021 wszedł w skład zarządu nowej partii Ainārsa Šlesersa. W 2022 z jej ramienia uzyskał mandat posła na Sejm XIV kadencji. W 2024 został natomiast wybrany na eurodeputowanego X kadencji.